# Enregistrement (base de données)
Cet article court présente un sujet plus développé dans : Tableau (structure de données) et Base de données.

Un enregistrement (de l'anglais record) est un élément d’un tableau à deux dimensions ou d’une base de données.
L'enregistrement contient habituellement plusieurs informations (entrées) qui se rapportent au même objet. Par exemple, un enregistrement d’un fichier contenant la description des clients d’une entreprise contiendra plusieurs informations (les rubriques) sur un client : son numéro de client, son nom, son adresse postale, son numéro de téléphone, etc.
Le logiciel awk structure les données texte en enregistrements (« records ») comprenant un nombre variable de champs (« fields »). Le programmeur affecte un caractère pour séparer ces éléments ; par défaut, une nouvelle ligne délimite les enregistrements, et une espace ou une tabulation les champs.
Le logiciel permet d'accéder aux enregistrements et aux champs par numéro et d'effectuer sur eux des opérations.